# Leptodontium latifolium
Leptodontium latifolium är en bladmossart som beskrevs av Brotherus 1897. Leptodontium latifolium ingår i släktet groddmossor, och familjen Pottiaceae. Inga underarter finns listade i Catalogue of Life.